# Onychopterocheilus
Onychopterocheilus är ett släkte av steklar. Onychopterocheilus ingår i familjen Eumenidae.

## Dottertaxa tillOnychopterocheilus, i alfabetisk ordning[1]
- Onychopterocheilus albidus
- Onychopterocheilus albopictus
- Onychopterocheilus anatolicus
- Onychopterocheilus angustipalpus
- Onychopterocheilus ata
- Onychopterocheilus atrohirtus
- Onychopterocheilus bensoni
- Onychopterocheilus bytinskii
- Onychopterocheilus coctus
- Onychopterocheilus crabroniformis
- Onychopterocheilus cyaneipennis
- Onychopterocheilus dallatorrei
- Onychopterocheilus dementievi
- Onychopterocheilus desbrochersi
- Onychopterocheilus eburneus
- Onychopterocheilus ecarinatus
- Onychopterocheilus eckloni
- Onychopterocheilus fausti
- Onychopterocheilus fereniger
- Onychopterocheilus flaviventris
- Onychopterocheilus fuscohirtus
- Onychopterocheilus glomeratus
- Onychopterocheilus grandiceps
- Onychopterocheilus hasdrubal
- Onychopterocheilus hellenicus
- Onychopterocheilus hirtus
- Onychopterocheilus inversus
- Onychopterocheilus kiritschenkoi
- Onychopterocheilus lelegrius
- Onychopterocheilus luteocinctus
- Onychopterocheilus lutorius
- Onychopterocheilus matritensis
- Onychopterocheilus mavromoustakisi
- Onychopterocheilus mena
- Onychopterocheilus menzbieri
- Onychopterocheilus mirus
- Onychopterocheilus mochii
- Onychopterocheilus nigropilosus
- Onychopterocheilus ornatus
- Onychopterocheilus pallasii
- Onychopterocheilus pamirensis
- Onychopterocheilus rectus
- Onychopterocheilus rongsharensis
- Onychopterocheilus rothi
- Onychopterocheilus rudolphae
- Onychopterocheilus rufipes
- Onychopterocheilus sareptanus
- Onychopterocheilus sempti
- Onychopterocheilus skorikovi
- Onychopterocheilus spheciformis
- Onychopterocheilus stiziformis
- Onychopterocheilus tertius
- Onychopterocheilus tibetanus
- Onychopterocheilus turovi
- Onychopterocheilus unipunctatus
- Onychopterocheilus uralensis
- Onychopterocheilus waltoni